# Synanthedon laticivora
Synanthedon laticivora is een vlinder uit de familie wespvlinders (Sesiidae), onderfamilie Sesiinae.
Synanthedon laticivora is voor het eerst wetenschappelijk beschreven door Meyrick in 1927. De soort komt voor in het Oriëntaals gebied.